# Eugen Müller
Pour les articles homonymes, voir Eugène Müller (homonymie) et Müller.
Eugen Müller (Metz-Plantières, 19 juillet 1891 – Berlin, 24 avril 1951) est un général allemand de la Seconde Guerre mondiale. D’octobre 1940 jusqu'à la fin de la Seconde Guerre mondiale, il fut un haut responsable chargé des questions juridiques à l’état-major de l'armée de terre allemande.

## Biographie
Eugen Müller naît le 19 juillet 1891, à Metz-Plantière, une ville de garnison animée d'Alsace-Lorraine. Avec sa ceinture fortifiée, Metz est alors la première place forte du Reich allemand, constituant une pépinière d'officiers supérieurs et généraux. Comme ses compatriotes Friedrich Mühlmann, Arthur von Briesen ou Otto Krueger, le jeune Eugen se tourne naturellement vers la carrière des armes. Le 29 juillet 1910, il s’engage donc dans l'armée impériale allemande, comme Fahnenjunker. Il est aussitôt affecté au 1er régiment d'artillerie à pied bavarois (de). Le 18 octobre 1912, Müller est promu Leutnant, sous-lieutenant, dans ce régiment d'artillerie bavarois.

### Première Guerre mondiale
Lorsque la Première Guerre mondiale éclate, Eugen Müller sert toujours au 1er régiment d'artillerie à pied de Bavière, comme officier. Durant le conflit, d'où il sort indemne, Eugen Müller obtient les croix de fer de 2e et 1re classes.

### Entre-deux-guerres
Après guerre, le lieutenant Müller poursuit sa carrière dans la Reichswehr. En 1924, Müller travaille pour le Reichswehrministerium, le ministère de la Défense à Berlin, avec le grade de Hauptmann, capitaine. Il est affecté en 1926 à Wurtzbourg, où il est nommé chef de batterie au 7e Artillerie-Regiment. Le capitaine Müller est affecté en 1929 à l'état-major de la 4e Division der Reichswehr, avec le grade de Major. En octobre 1933, le commandant Müller est promu Oberstleutnant, lieutenant-colonel, dans la même unité. Il passe rapidement Oberst, colonel, le 1er août 1935. D'octobre 1937 à octobre 1938, le colonel Müller est nommé Oberquartiermeister au Generalstab des Heeres, l'état-major de l'armée allemande. Toujours à l'état-major, Eugen Müller est promu Generalmajor, général de brigade, le 1er avril 1939. Le mois suivant, le général Müller est nommé commandant de l’Académie de guerre. 

### Seconde Guerre mondiale
Dès le déclenchement de la guerre, le 1er septembre 1939, le général Müller est affecté au quartier général du chef d’état-major de l’armée de terre, le Generaloberst Franz Halder. Le poste, qu’il occupe alors, n'existe pas en temps de paix. En tant que Generalquartiermeister, officier général d'état-major, Eugen Müller dirige trois bureaux, les bureaux Qu 2, Z et III, chargés des questions juridiques et pénales relatives aux zones occupées en Europe. Eugen Müller était par conséquent responsable de l’application des peines prononcées par la Cour martiale. Avant l’attaque contre l’Union soviétique, Eugen Müller a joué un rôle de premier plan dans la formation des officiers d’État-major chargés de faire appliquer le droit militaire dans les territoires occupés. Le 1er août 1940, Müller est promu Generalleutnant, général de division. Dès le 25 juillet 1941, il précise dans une directive adressée aux commandants des groupes armées Nord, Centre et Sud que l'arrestation d’otages civils pour maintenir l’ordre dans les zones occupés n’est pas nécessaire. Le 1er juin 1942, Eugen Müller est promu General der Artillerie, général de corps d’armée dans l'artillerie. Il resta à l’état-major, au même poste, jusqu’à la fin de la guerre.
Eugen Müller s'éteignit à Berlin, le 24 avril 1951.

## États de services
- General der Artillerie, le 1er juin 1942
- Generalleutnant, le 1er août 1940
- Generalmajor, le 1er avril 1939

## Sources
- (de) Andreas Toppe, Militär und Kriegsvölkerrecht : Rechtsnorm, Fachdiskurs und Kriegspraxis in Deutschland 1899–1940, Munich, Oldenbourg Wissenschaftsverlag, 2008
- (de) Christian Streit, Keine Kameraden : die Wehrmacht und die sowjetischen Kriegsgefangenen 1941–1945, Bonn, Dietz-Verlag, 1997